# Портрет Уинстона Черчилля
«Портре́т Уи́нстона Че́рчилля» (англ. «Portrait of Winston Churchill») — картина британского художника Грэхема Вивиана Сазерленда, созданная в 1954 году. Полотно было заказано депутатами палаты общин и членами палаты лордов в ознаменование 80-летия сэра Уинстона и торжественно вручено ему в Вестминстерском дворце. Полотно не понравилось Черчиллю, он взял со своей супруги обещание, что «полотно никогда не увидит свет». Долгое время после вручения картина хранилась в подвале усадебного дома семьи Черчиллей, супруги наотрез отказывались экспонировать её на временных выставках. Всё это порождало сомнение в том, что полотно ещё существует.
Тема создания портрета Уинстона Черчилля и его уничтожения по инициативе супруги политика неоднократно привлекала внимание средств массовой информации. Сначала это произошло в конце 1970-х годов, когда подтвердился факт сожжения полотна. Британская газета The Sunday Telegraph разместила статью, породившую дискуссию о праве семьи политика совершать подобное действие в отношении произведения искусства, пусть даже и принадлежавшего ей в качестве частной собственности (в то время условия пребывания полотна у семьи Черчиллей ещё не были известны в деталях). В том же 1978 году статью портрету посвятила и американская газета The New York Times. В 2010-х годах в таких крупных изданиях, как The Times и The Telegraph, вновь появились публикации на тему картины Сазерленда, на этот раз в связи с открывшимися документами шла дискуссия о наиболее достоверной версии обстоятельств уничтожения полотна и лицах, непосредственно причастных к этому акту. История полотна нашла отражение в мемуарах современников, научных монографиях, научно-популярных работах, документальном и игровом кино. Некоторые подготовительные наброски к картине Сазерленда сохранились и находятся в коллекции Национальной портретной галереи Великобритании в Лондоне и в Художественной галерее лорда Бивербрука.
Искусствовед, директор Художественной галереи Йельского университета в 1957—1971 годах Эндрю Карндафф Ритчи назвал картину Сазерленда «одной из лучших в наше время» «и как портрет, и как произведение живописи». Трагическая гибель полотна считается «самым печально известным актом бессмысленного уничтожения в истории современного британского искусства».

## Изображение на полотне
Черчилль был изображён художником сидящим в кресле, без сигары. У него лицо уставшего человека с опущенными уголками губ, руки лежат на подлокотниках кресла. Историк Силия Ли описывала картину так: «Уинстон выглядел хрупким, сидя в кресле, он горбился, одно плечо у него было поднято выше, чем другое… его ноздри были подняты вверх и демонстрировали признаки недавно перенесённого инсульта, он слегка приоткрыл рот, были заметны складки морщин под подбородком». Она писала, что когда Черчилль стоял на сцене Вестминстер-холла рядом с портретом, то можно было убедиться: «изображение на портрете старше примерно на двадцать лет по сравнению с фигурой, стоящей перед ним». Она напоминала, что в то время пресса публиковала фотографии только в чёрно-белых тонах, а модные и художественные журналы — цветные репродукции. Поскольку они использовали свои собственные цветовые эффекты, картина представала перед зрителем в разных тонах, в зависимости от того, как она была представлена. Некоторые издания затемняли фон до тёмно-коричневого, в результате фигура Уинстона едва могла быть видна, в то время как другие тонировали полотно в жёлтый и оранжевый цвета, выделяя этим фигуру политика, что было значительно хуже для его изображения.
Техника исполнения полотна — масляная живопись по холсту. Размер не дошедшей до нашего времени картины — 147,3 × 121,9 см. Этот размер сам Сазерленд назвал Руди фон Лейдену на личной встрече в 1979 году.
В Национальной портретной галерее в Лондоне находятся подготовительные работы к полотну: набросок лица политика (масло, холст, 1954, 34,5 × 31,1 см, в музее с 1980 года, дар супруги художника, инв. NPG 5332, демонстрировался на выставке «Лицо Британии: власть» в сентябре 2015 — январе 2016 годов), карандашный рисунок окончательного варианта (бумага, промывка, 1954, 57,0 × 44,0 см, инв. NPG 6096, приобретён в 1990 году), ранний набросок композиции портрета, где фигура политика смещена вправо (в альбоме набросков художника, 1954, 26,0 × 36,2 см, в музее с 1980 года, дар супруги художника, инв. NPG 5330), набросок кисти руки Черчилля (ручка, чернила, карандаш, бумага, 1954, 21,0 × 16,5 см, в музее с 1980 года, дар супруги художника, инв. NPG 5334), изображение лица политика в трёхчетвертном обороте (холст, масло, 1954, 40,3 × 30,5 см, в музее с 1980 года, дар супруги художника, инв. NPG 5334) и выполненное пастелью лицо политика в трёхчетвертном обороте (1954, 54,6 × 41,6 см, в музее с 1980 года, дар супруги художника, инв. NPG 5334). В Художественной галерее Бивербрук также есть значительное количество набросков, которые Сазерленд создал в процессе работы над портретом.
На некоторых набросках к портрету рукой Грэхема Сазерленда сделаны с трудом различимые, но поддающиеся расшифровке заметки. Среди них: «Сделано, когда У[инстон]. С[пенсер]. Ч[ерчилль]. играет в шашки с [Мэри?] Соумс 14 но[ября] 1954 [года]». Далее шли шесть текстовых уточнений к отдельным элементам портрета-эскиза: брови, скулы, тени под подбородком, верхняя губа, виски́, веки….

## История создания «Портрета Уинстона Черчилля»

### Заказ портрета
Картина «Портрет Уинстона Черчилля» британского художника Грэхема Сазерленда волей обстоятельств стала наиболее известным портретом политика. В 1954 году премьер-министру исполнялось 80 лет. Идея подарить ему на день рождения именно картину принадлежала председателю Комитета по чествованию Уинстона Черчилля лейбористу Фрэнку Макливи. Палата общин должна была также вручить Черчиллю от себя книгу в красивом переплёте с посвятительной надписью и с подписями всех тех её депутатов, которые присоединились к поздравлению (небольшая часть депутатов отказалась участвовать в поздравлении политика).
Картина была заказана Сазерленду членами обеих палат британского парламента. Они собрали 1000 гиней для финансирования создания портрета. Историк Силия Ли писала, что это были индивидуальные пожертвования членов всех политических партий, заседавших в палате общин и палате лордов. Такая сумма денег в те дни воспринималась как весьма крупная.
Доктор философии по истории искусства, сотрудник Кингстонского университета Джонатан Блэк в своей книге, посвящённой воплощению образа Черчилля в живописи, уточнял, что в особом парламентском комитете, занимавшемся портретом, обсуждалась первоначально кандидатура другого художника — признанного в то время портретиста Херберта Джеймса Ганна, который незадолго до этого написал хорошо принятый общественным мнением и критиками портрет королевской семьи. Ганн, однако, был признан слишком дорогим живописцем. Тогда депутат от Лейбористской партии Дженни Ли при поддержке секретаря Комитета, депутата от Консервативной партии Чарльза Даути предложила молодого, лишь недавно вошедшего в моду и поэтому более дешёвого Грэхема Сазерленда. Знаток теоретического наследия Черчилля, директор Института исторических исследований Лондонского университета Дэвид Кеннедайн писал, что заказ полотна Грэхему Сазерленду состоялся по инициативе крупного британского искусствоведа Кеннета Кларка. Несколько дней спустя, 14 июля 1954 года, Чарльз Даути отправил Сазерленду письмо, официально приглашая его написать портрет. Портрет должен был быть написан «во весь рост» и закончен до вручения политику в день рождения (полотно было передано юбиляру в зале заседаний палаты общин 30 ноября 1954 года). Художник дал согласие, хотя у него были сомнения по поводу такого громкого заказа. Состоявшееся после этого обсуждение картины Сазерлендом с секретарём комитета затрагивало два вопроса:
- Уинстон Черчилль должен быть изображён в том костюме, в котором он обычно присутствовал на заседаниях в парламенте;
- портрет должен был быть передан политику в его день рождения (по словам историка Силии Ли, Черчилль сам застенчиво попросил, чтобы ему разрешили забрать картину домой для демонстрации в одной из комнат[8]), но после его смерти полотно должно вернуться в палату общин. Художнику даже показали место на стене, где оно будет находиться впоследствии.

Чарльз Даути, секретарь Парламентского комитета, однако, написал Сазерленду в частном письме: «Детали [портрета], костюм, место действия и другие вопросы должны, конечно, стать предметом договорённости между Вами и сэром Уинстоном. Мы, конечно, не будем пытаться вмешиваться в технические вопросы такого рода». Относительно того, где и когда полотно будет находиться, в письме не упоминалось. Позже Макливи заявил, что перед Сазерлендом не было поставлено никаких условий. Однако некоторые члены Комитета действительно предполагали, что портрет будет помещён в палату общин, хотя никакого соглашения на этот счёт не было заключено. Другие выдающиеся политики, чьи портреты украшают залы Вестминстер-холла и которые были гораздо менее успешными или знаменитыми, чем Уинстон Черчилль, были изображены в парадных костюмах. Дочь политика Мэри Соумс в биографии матери писала, что передача картины в парламент после смерти политика действительно обсуждалась на ранней стадии подготовки к празднованию дня рождения политика, «но это условие, конечно, не было сформулировано ни в одном документе, о котором я знаю». Эта идея, по её словам, также «не упоминалась ни в одном из выступлений на презентации картины».
Несколько недель после заказа Сазерленд находился в контакте с близким другом Уинстона Черчилля лордом Бивербруком, который ещё в 1951 году предложил Сазерленду написать Черчилля с натуры. Позже, уже в ходе работы над портретом, именно лорда Бивербрука художник информировал о её продвижении.

### Работа художника над портретом
В Великобритании того времени Сазерленд воспринимался как один из двух крупнейших современных деятелей изобразительного искусства. Он жил в Уэльсе, в Пембрукшире. В основном художник писал картины и фрески на религиозные сюжеты, но также создавал и портреты своих выдающихся соотечественников. Среди них выделяется портрет писателя Сомерсета Моэма, написанный в 1949 году.
Лорд Чарльз Моран, личный врач Уинстона Черчилля с 1940 по 1965 год, рассказывал о процессе создания картины: «После окончания войны большая часть его [Черчилля] времени была потрачена на оформление и редактирование роли, которую он сыграл в истории, и для него было шоком, что его идеи и идеи Грэхема Сазерленда оказались так далеки друг от друга». По мнению Морана, намерения Сазерленда были безупречны. Беда была не в том, «что он слишком мало восхищался премьер-министром, а в том, что он слишком слепо поклонялся ему». Грэм Сазерленд собирался изобразить такого Черчилля, который остановил врага и спас Англию, и то, как политик, не сказав ни слова, принял обязанности натурщика, убедило художника, что он находится на правильном пути. Сазерленд утверждал: «Я хотел… изобразить Черчилля как скалу», «Черчиллей так много. Я должен найти настоящего». Когда Моран понял, что «художник намеревался нарисовать льва в безвыходном положении», то попытался предупредить его, но Сазерленд не прислушался к его словам.
Политик начал позировать Сазерленду в своей усадьбе Чартуэлл 26 августа 1954 года. Английский историк искусства, специализировавшийся на живописи XX века, Дуглас Купер утверждал, что портрет был закончен 20 ноября этого же года. Писатель, телеведущий, букинист и бывший преподаватель Уорикского университета Рик Гекоски также утверждал, что политик позировал художнику с августа по ноябрь 1954 года. Дочь политика Мэри Соумс писала, что её отец согласился на три сеанса позирования.
Черчилль с самого начала предполагал, что будет изображён в одеянии рыцаря Ордена Подвязки. Политик не желал видеть даже намёка на двойной подбородок. Он также хотел, чтобы художник изобразил его на возвышении с более низкой точки зрения. На требования политика художник ответил, что его попросили изобразить премьер-министра так, как он обычно появляется в палате общин: в чёрном пиджаке, жилете, полосатых брюках и пятнистой бабочке.
Три сеанса в Чартуэлле состоялись 26, 29 и 31 августа 1954 года. Художник заметил, что рот Черчилля опущен в одном углу, что на самом деле было свидетельством инсульта, перенесённого премьер-министром. Он оставался строгим секретом. Хотя Сазерленд не догадался об инсульте, но в то время чувствовал, что со здоровьем у политика «что-то пошло не так». Доктор философских наук Вячеслав Шестаков утверждал, что всего было проведено 10 сеансов. Искусствовед, автор монографии о творчестве Сазерленда Рональд Элли писал, что работа с непосредственным участием натурщика продолжалась в течение примерно четырёх недель как в самом в Чартуэлле, так и в официальной загородной резиденции главы правительства Великобритании Чекерсе (позирование в Чекерсе, однако, Мэри Соумс относила к уик-энду в середине ноября). Журналист и литератор Соня Пёрнелл осторожно писала о «нескольких сеансах» и двух неделях, ушедших на них. Сазерленд сделал за это время около двенадцати зарисовок карандашом и углём, шесть набросков маслом и большое число рисунков отдельных частей тела своего натурщика и элементов его костюма: рук, глаз, носа, рта, обуви….
Сам Сазерленд писал о встрече с политиком во время первого сеанса позирования: «Внезапно я увидел, что за углом двери появился нос — только один нос, и это был Черчилль. Со слегка косым пристальным взглядом, который он использовал, я полагаю, чтобы, отчасти, запугать человека, с которым встречался, он пожал [мне] руку и показал мне свои руки, руки своей матери… он думал, что руки его матери были похожи на его собственные». Однажды на одном из сеансов позирования Черчилль сказал художнику, что они участвуют в поединке: возможно, они должны были бы рисовать друг друга одновременно. Рик Гекоски писал, что Уинстон Черчилль был, по-видимому, раздражительным и трудным натурщиком, который, как правило, опускался на стул перед художником во время сеанса после выпивки во время обеда. В хорошем настроении он пребывал «только благодаря присутствию своей собаки» (по имени Руфус). Некоторые авторы, напротив, писали, что после обеда (именно тогда проходили сеансы) Черчилль становился «вялым», так как привык к дневному сну.
Мэри Соумс, цитируя современников, которые наблюдали за созданием портрета, писала в своей книге «Черчилль: его жизнь художника», что Черчилль и Сазерленд хорошо ладили друг с другом. Впоследствии, поскольку он полюбил Сазерленда во время позирования, политику было больно, что «блестящий художник, с которым он подружился, сидя перед ним, видел в нём [Черчилле] грубого и жестокого монстра». Уинстон в самом начале работы над портретом спросил: «Ты собираешься нарисовать меня бульдогом или херувимом?» Художник ответил: «Это зависит от того, что ты мне покажешь!» 1 сентября 1954 года Клементина Черчилль написала своей дочери Мэри, что Грэхем Сазерленд — «самый привлекательный человек». Она отказывалась верить, что дикие замыслы, которые он часто воплощает на холсте, осуществляются его кистью.
Личный секретарь политика Джейн Портал дополняла в своих поздних интервью сцену позирования: Черчилль во время сеансов всегда писал или читал, также он диктовал Портал письма, которые она печатала на машинке; само позирование в усадьбе Чартуэлл проходило в студии Уинстона Черчилля, расположенной в саду за пределами усадебного дома, в нескольких ярдах вниз по крутому холму; было от десяти до двенадцати сеансов, каждый из которых продолжался около двух часов.
По-иному описывала позирование Силия Ли. По её словам, во время сеансов присутствовал личный телохранитель натурщика Эдмунд Мюррей, художник дважды приглашал своего личного фотографа Феликса Мана, Черчилль постоянно курил сигары, и дым мешал работе живописца (правда, он дарил свои дорогие сигары Сазерленду и даже позволял забирать их для друзей). Искусствовед и художник Розалинд Тюилье упоминала, что модный фотограф журнала The Ambassador Элсбет Джуда в своё время сделала серию фотографий Черчилля, которые очень помогли художнику, когда дело дошло до создания окончательного варианта картины.
Уинстон Черчилль смог увидеть самое начало работы над портретом и был поражён мастерством рисунка Сазерленда. Сазерленду также понравился его натурщик. Художник сказал о Черчилле: «он всегда был внимательным, всегда добрым, всегда забавным и отзывчивым». Иногда с художником приходила его супруга, ей также внушали симпатию Уинстон, жена политика Клементина и другие члены их семьи. Секретарша Черчилля Джейн Портал позже вспоминала, что Сазерленд не позволял натурщику смотреть на холст. «Он рисовал на листе бумаги и говорил: „Вот так оно и будет“», — писала она. Каждый раз, когда Сазерленд оставлял на время работу, портрет был прикрыт. Когда художник закончил портрет, его сразу забрали. К этому времени никто из членов семьи политика картину так и не увидел. Джейн Портал через многие десятилетия в интервью даже вспоминала, что, когда Черчилль попытался добиться разрешения следить за процессом работы, художник заявил ему: «Нет, у меня есть правило — я никогда не разрешаю увидеть мою работу, пока она не будет закончена».
Сам Сазерленд рассказывал, что политик имел обыкновение вставать и подходить к мольберту, чтобы увидеть, как продвигается работа над портретом. Однажды утром, когда Сазерленд вернулся к своему полотну, он обнаружил, что портрет «улучшился» за ночь, и предположил, что Черчилль вмешался в процесс создания картины. Сазерленд утверждал, что сделал маслом ещё два варианта-эскиза, отличающихся от окончательной версии. Один был показан сэру Уинстону только после вручения на день рождения. Позже он был закончен и продан лорду Бивербруку. На этом эскизе на политике было одеяние кавалера Ордена Подвязки. Другой он позже подарил Альфреду Хехту.

### Вручение портрета Уинстону Черчиллю
Черчилль увидел картину двумя неделями ранее торжественного вручения, и она ему очень не понравилась (по другой версии, это произошло за неделю до вручения). Энтони Форбс Мойр сохранил слова политика в тот момент, когда он увидел работу Сазерленда: «Разве это не клевета? Я не приму это. Я не войду в историю в таком виде» (правда, Мойр утверждал, что Черчиллю показали не сам портрет, а его фотографию). По другой версии, он заявил: «Я выгляжу на ней полоумным», а по третьей версии — «Я выгляжу как пьяница, которого вытащили из канавы на Стрэнде». Он взял обещание у супруги, что «картина никогда не увидит дневного света». Вячеслав Шестаков предположил, что на самом деле портрет работы Сазерленда не понравился политику «из-за его крайнего реализма и отсутствия момента идеализации, который обычно присутствует в парадных портретах». По его мнению, портрет не представляет Черчилля «ни ангелом, ни бульдогом», это портрет «уставшего пожилого человека, напряжённо глядящего в будущее». К другим мотивам недовольства полотном со стороны политика Соня Пёрнелл добавляла, что «картина была написана в угнетающих оттенках серого и коричневого цветов, которые он терпеть не мог». Сам Грэхем Сазерленд утверждал, что нельзя исключать и ещё один вариант. Черчилль мог думать, что художник, будучи убеждённым сторонником Лейбористской партии, хотел («был нанят», по выражению Сазерленда) дискредитировать портретом политика из-за различия взглядов с ним. С этой теорией заговора соглашался и Кеннет Кларк. Депутат от Лейбористской партии Эмрис Хьюз, сидевший во время праздничного обеда в честь юбилея напротив Черчилля, в полный голос действительно заявил: «Отличный портрет депрессивного старика, думающего об атомной бомбе», однопартийцы встретили его замечание смехом.
Супруге премьер-министра Клементине, которой Грэхем Сазерленд показал картину до того, как её увидел Уинстон, на первый взгляд показалось, что картина ей нравится («Я не могу отблагодарить вас должным образом», — сказала она художнику со слезами на глазах), но позже она пришла поделиться своими впечатлениями с Уинстоном. Видя, как глубоко он был расстроен этой работой художника, она и пообещала ему, что «полотно никогда не увидит свет». Мэри Соумс (дочь Черчилля, присутствовавшая при этом событии) писала в книге о матери, что впервые та увидела законченную картину в конце октября 1954 года, когда обедала с Кеннетом Кларком и его супругой, которые были её старыми друзьями, в замке Солтвуд. Сазерленд специально передал картину Кларкам, надеясь, что они покажут её Клементине. «Некоторое время она изучала картину, а затем с одобрением говорила о ней и хвалила ее правдивость», — утверждала Соумс. Какими бы ни были её взгляды на картину, Клементина продолжала поддерживать дружеские отношения с Сазерлендом. В начале декабря 1954 года, уже после вручения портрета, художник послал ей эскиз руки премьер-министра, который он сделал во время сеансов. В своём ответе Клементина написала: «Я тронута, что Вы решили передать мне эскиз руки Уинстона. Спасибо Вам большое!» Соумс, однако, писала, что Клементина, уничтожив впоследствии картину, никогда не сожалела о том, что сделала, и «всего за несколько месяцев до своей смерти она подтвердила, что не изменила своё мнение по этому вопросу ни на йоту».
Существует письмо Черчилля, которое он отправил Сазерленду накануне церемонии вручения. В нём политик рассказывает ему, что он думает о портрете: «Я считаю, что картина, как бы мастерски она ни была выполнена, не подходит в качестве дара от обеих палат парламента. Я надеюсь поэтому, что между нами может быть согласовано заявление, которое будет принято комитетом [по подготовке церемонии]».
30 ноября 1954 года Уинстону Черчиллю исполнилось 80 лет. Телепередача из Вестминстер-холла транслировалась на всю страну в прямом эфире по каналу BBC. Опубликован протокол мероприятия. Существует документальный фильм 1965 года, один из эпизодов которого включает кинохронику, запечатлевшую это событие. От имени парламента картину передавал юбиляру лидер партии лейбористов Клемент Эттли, в 1945 году сменивший Черчилля на посту главы британского правительства. Когда покрывало упало с картины, Черчилль встал, долго на неё смотрел, а затем с иронией сказал собравшимся: «Портрет является замечательным примером современного искусства. Он, безусловно, сочетает в себе силу и искренность. Это качества, без которых ни один активный член палаты не может обойтись и не должен бояться встретиться с ними». Силия Ли утверждала, что политик придумал и отрепетировал эту фразу заранее. Присутствовавший в зале лорд Чарльз Моран вспоминал впоследствии: «Была небольшая пауза, а затем порыв смеха охватил зал». Портрет был доставлен в Чартуэлл, загородную усадьбу Черчилля. Широкая публика больше никогда не увидела оригинал работы Сазерленда.

## Судьба полотна
В своей диссертации на соискание учёной степени доктора философии, защищённой в Университете Лафборо в 2018 году, Мелани Визи упоминает, что Совет Королевской академии художеств несколько позднее торжественного вручения картины политику поставил на обсуждение участие «Портрета Уинстона Черчилля» Сазерленда в традиционной ежегодной выставке Академии. В результате обсуждения было принято решение отказаться от этой идеи. Оно было мотивировано тем, что «было бы нарушением [моральных] принципов включать такие работы, как портрет г-на Сазерленда, просто для привлечения внимания [публики к выставке]».
Силия Ли утверждала, что через некоторое время после вручения портрета группа студентов-искусствоведов посетила лондонский особняк Черчилля на Гайд-Парк Гейт, 28. Там якобы они нашли портрет повешенным в подвале. После этого времени картина на двадцать три года была забыта. Вскоре после смерти Уинстона его супруга продала свой лондонский дом и купила квартиру в Южном Кенсингтоне. То, что картина не была передана в парламент после смерти сэра Уинстона, объясняли нежеланием супруги покойного расставаться с полотном. Усадьба Чартуэлл после смерти Уинстона была освобождена Клементиной под музей в составе Национального фонда объектов исторического интереса либо природной красоты. Картины там не было.

### Предположения о судьбе картины, высказанные при жизни Клементины Черчилль
Долгое время судьба портрета оставалась неизвестной. При этом существует свидетельство, что в 1965 году об уничтожении полотна Клементина сообщила своей дочери Мэри и её мужу Кристоферу Соумсу. Об этом свидетельствовала сама Мэри. 24 января Клементина, Мэри и её муж покинули Саутгемптон и отправились в США. 24 февраля они отплыли на Барбадос. Во время путешествия в Нью-Йорк (оно состоялось между этими двумя датами) мать сообщила Мэри и Кристоферу, что портрета «больше не существует». Мэри Соумс в биографии матери писала: «Насколько я знаю, она ни с кем не советовалась о своём намерении, и это было [осуществлено] исключительно по её собственной инициативе; в 1955 или 1956 году она дала инструкции для уничтожения картины. Я не верю, что Клементина когда-либо конкретно рассказывала Уинстону о шагах, которые она предприняла, но её первоначальное обещание успокоило его и убедило, что данный портрет, который он так страстно ненавидел, не будет увиден поколениями, ещё не родившимися».
- Со временем появилось предположение об уничтожении портрета[60]. Его укреплял принципиальный отказ семьи политика предоставить его на временные выставки[48][65]. Так, например, правительство ФРГ в начале 1960-х годов попросило предоставить эту картину, чтобы показать в серии выставок Сазерленда в Мюнхене, Кёльне и Берлине. Запрос, который был сделан через британское посольство в Бонне, был встречен отказом[66].
- Существовало подозрение, что, поскольку у Клементины Черчилль не хватало средств к существованию в старости, она продавала картины из семейной коллекции. Предполагалось, что она тайно продала и полотно Сазерленда[67].

- В 1955 году во время телепередачи канала BBC с участием сына покойного премьер-министра Рэндольфа была высказана версия, что картина находится в подземельях Дуврского замка[67]. Доводов в поддержку этой точки зрения у обсуждающих не нашлось[67].

### Реакция на официальное заявление семьи
В 1977 году Клементина Черчилль умерла. 3 января 1978 года прессу и общество заинтриговал внук политика Уинстон Спенсер-Черчилль, который сообщил газете London Evening News, что вскоре будет сделано официальное заявление в соответствии с волей его покойной бабушки. В установленное время от имени семьи Мэри Соумс публично заявила, что её мать уничтожила картину. Дочь утверждала: «Я написала личное письмо мистеру Сазерленду, убедившись, чтобы он получил его до публикации заявления [по поводу судьбы картины]». Исполнителями воли покойной были назначены не только Мэри Соумс, но и бывший секретарь Уинстона Черчилля Джон (Джок) Колвилл, а также Перегрин Спенсер-Черчилль, который заявил о судьбе портрета в статье в The Times 12 января 1978 года так (в пересказе Силии Ли): «Леди Спенсер-Черчилль… уничтожила картину по собственной инициативе… По её словам, она не собиралась никому рассказывать, как и когда это было сделано, „если только Налоговое управление не запросило бы полную информацию“». Грэхем Сазерленд, в свою очередь, опубликовал в Daily Express 13 января 1978 года заявление, которое поставило под сомнение слова Соумс и потребовал от неё доказательств.
Впоследствии худшие предположения стали получать подтверждение, но внук Черчилля Уинстон продолжал настаивать на том, что портрет существует и «похоронен в подвале» в Чартуэлле. Его родители развелись вскоре после брака, мать уехала во Францию. Будучи мальчиком, подростком, юношей и даже зрелым человеком он жил в Чартуэлле с бабушкой и дедушкой. Силия Ли предполагала, что Уинстон мог видеть портрет или знал о его существовании, даже если он был упакован в ящик.
Дэвид Кумбс и Минни Черчилль относили уничтожение картины к 1955—1956 годам. Эту датировку принимают многие исследователи. Существует и другая точка зрения. Доктор наук, преподаватель Бристольского университета Таня Ченг-Дэвис относила дату уничтожения картины Грэхема Сазерленда ко времени «вскоре после смерти Черчилля» (следовательно к 1965 году или несколько позже) со ссылкой на публикацию в издании Британской галереи Тейт и мнение профессора Джозефа Сакса. Многие искусствоведы были в ужасе от факта уничтожения произведения искусства (оно оценивалось в 100 000 фунтов), а сам художник осудил его как акт вандализма. Кое-кто, однако, отстаивал право супругов распоряжаться своей частной собственностью так, как они считали нужным.
Рой Стронг, директор Национальной портретной галереи и Музея Виктории и Альберта, вспомнил, что, когда однажды поднимался по лестнице в доме на Кингз-роуд в Лондоне, чтобы поужинать с неким коллекционером произведений искусства, он, к своему удивлению, обнаружил там набросок головы Черчилля к портрету Сазерленда (он указывал на серьёзные отличия этого наброска от традиционных портретов политика). Силия Ли, исходя из подобных сообщений, предположила, что Сазерленд, воспользовавшись ростом интереса к картине, стремительно распродавал остававшиеся у него подготовительные зарисовки к портрету политика. По её мнению, именно из полученных таким образом средств он финансировал свой комфортный образ жизни на юге Франции. Эскиз головы Черчилля вновь поступил в продажу на аукционе в 2018 году по цене 10 000 фунтов стерлингов.
Газета The Sunday Telegraph в том же 1978 году разместила объявление о своём желании найти и разместить на своих страницах цветное изображение портрета. Был найден снимок, сделанный военным фотографом Ларри Берроузом. Негатив фотографии портрета хранится в архиве Национальной портретной галереи, но выяснилось, что семья Черчиллей наложила ограничения на его публикацию.

### Клементина Черчилль и её отношение к портретам мужа
Картина Сазерленда была не единственным портретом мужа, который уничтожила Клементина. Библиограф и профессор современной британской истории в Ноттингемском университете Крис Ригли утверждал в своей книге, что она уничтожила также работу Уолтера Сикерта в 1927 году и портрет политика работы англо-французского художника Поля Люсьена Маза в 1944 году. Мэри Соумс считала, что картина Сикерта могла быть одним из нескольких эскизов, написанных художником для картины, изображающей Уинстона Черчилля в 1927 году, которая в настоящее время находится в Национальной портретной галерее. Сохранились ещё два наброска к этому полотну: один в Художественной галерее Уокера в Ливерпуле, а другой — в частной коллекции в Лондоне.
Детали сообщает в своей книге новозеландская исследовательница преступлений в области искусства Пенелопа Джексон, ссылаясь на свидетельство дочери политика Мэри Соумс. Последняя утверждала, что матери просто не понравился эскиз портрета, выполненный Сикертом. Сама Джексон считает, что «Клементина Черчилль, должно быть, очень долго размышляла об эскизе, прежде чем уничтожить его, а не пожертвовать в публичную коллекцию». Мэри Соумс так объясняла мучительные размышления матери: ей первоначально не понравился сделанный после отставки с должности Первого лорда Адмиралтейства художником Уильямом Орпеном трагический портрет мужа (Национальная портретная галерея, NPG L250, 1916, масло, холст, 14,80 × 10,25 см), но впоследствии она радикально изменила к нему своё отношение. Теперь она боялась предпринять необдуманное решение.
Портрет, выполненный Полем Люсьеном Мазом, по утверждению Пенелопы Джексон, Клементина называла карикатурой. На ней был изображён Черчилль, играющий в карты, что было обычным времяпрепровождением членов его семьи. До сих пор существует несколько версий этой темы, написанных Мазом. О факте уничтожения изображения рассказала Мэри Соумс в своей биографии Клементины Черчилль. По её словам, мать написала ей в сентябре 1944 года, что организовала уничтожение «ужасной карикатуры». Работа Маза была угольным эскизом, хранившимся на тот момент в коллекции Президентского музея в Нью-Йорке. Запись в его каталоге гласила: «Угольный набросок игры Уинстона Черчилля в карты». Надпись на паспортной карточке была следующей: «Этот эскиз учителя живописи У[инстона]. Ч[ерчилля]. был передан F. D. R. лордом Бивербруком, июнь 1943 года». Хотя Клементина Черчилль воспринимала это произведение как карикатуру, это не было упомянуто в записях каталога и паспортной карточки. Предположительно, Клементина попросила Франклина Делано Рузвельта принять меры к карикатуре на Второй Квебекской конференции в сентябре 1944 года. 19 сентября 1944 года президент Рузвельт забрал эскиз из коллекции музея для уничтожения. Карикатура была собственностью самого президента Рузвельта, а не федерального правительства. На настоящее время неизвестны фотографии этой карикатуры.
Соумс так передавала содержание письма матери к ней: «Я посетила музей президента и сумела вытащить из него ужасную карикатуру Пола Маза на твоего отца. Я смело сказала президенту, что мне она не нравится, и он сказал: „И мне не нравится“. — Поэтому я сказала: „Может ли это выйти?“ — И он сказал: „Да“, — и теперь она [карикатура] уничтожена». Оправдывая свою мать, Мэри Соумс ссылалась на аналогичные действия и мотивы королевы Елизаветы I. В Национальном морском музее в Гринвиче в аннотации к портрету королевы написано, что ей, должно быть, нравился этот портрет, поскольку, по словам сэра Уолтера Рэли, те, которые Елизавета не одобряла, «она разбивала на куски и бросала в огонь».

## Версии обстоятельств уничтожения полотна и его оценки

### Предположение об уничтожении лично Клементиной Черчилль
Некоторое время считалось, что картина была уничтожена самой Клементиной Черчилль, считавшей, что картина компрометирует репутацию её супруга. Она видела, что эта картина не является тем героическим образом воина и государственного деятеля, который она хотела представить обществу. В газетной статье 1978 года, сообщавшей о гибели картины, говорилось: «Это было сделано леди Черчилль по её собственной инициативе ещё до смерти сэра Уинстона, она ни с кем не консультировалась и никому не сообщала о своём намерении». Вячеслав Шестаков в своей книге о Черчилле как политике и художнике, вышедшей в 2014 году, писал даже более конкретно: «Клементина выполнила обещание, через год она совершила варварский акт, сожгла портрет Сазерленда в камине».

### Гипотезы о причастности к уничтожению близких людей Клементины Черчилль
- В статье в коллективном сборнике «Взгляд на живопись», вышедшем в 1985 году, Алистер Смит изложил иную версию. Он основывался на сообщении газеты The Sunday Telegraph 12 февраля 1978 года. Там цитировался рассказ Теда Майлза, бывшего работника усадьбы в Чартуэлле, как утверждалось в нём. Майлз рассказывал, что леди Черчилль разрезала картину (после того, как сломала раму[81]) в подвале усадебного дома и дала ему для сожжения. В подвале присутствовал ещё один близкий родственник Черчиллей, не названный по имени. Майлз рассказывал и о деталях: «Однажды осенью 1955 года меня вызвали в подвал, чтобы помочь убрать мусор… Леди Черчилль и ещё один член семьи были в подвале. Они уже собрали большую кучу мусора. Они потянулись за котёл и вытащили [оттуда] картину… Я положил всё это в трейлер моего трактора и отвёз к мусоросжигательной яме за домом. Я опрокинул всё это [в неё] и сразу поджёг». Некоторые слова Майлза противоречат друг другу или иным свидетельствам. Он, например, утверждал: «Это была ужасная картина… Они никогда не проходили мимо [картины], не выражая своей неприязни»[82][81]. Силия Ли указывала, что в 1955 году господствующим было представление о непреодолимых различиях между социальными слоями, поэтому она была сильно удивлена тем, что Клементина Черчилль спустилась в подвал (представительница аристократии в силу своего происхождения и положения в обществе могла только ненадолго войти в кухню), сама ломала раму и лично общалась с Майлзом, который был цыганом и не входил даже в число домашних слуг[83]. Майлз, будучи садовником, не мог бывать во внутренних апартаментах дома (и, следовательно, видеть картину на стене одной из комнат)[82]. Личный секретарь Черчилля Джейн Портал утверждала, что садовника в Чартуэлле в то время звали мистер Винсент. Это означало, что Тед Майлз вообще не занимался садоводством в усадьбе[84].

Спустя короткое время Майлз стал отрицать всё, что было написано в газете The Sunday Telegraph. Новая статья с опровержением была опубликована уже 13 февраля в газете Daily Mail (на следующий день после первой). Он утверждал, что никогда не видел, как леди Черчилль разбивала раму, что когда-либо сам бывал в подвале усадебного дома, не говоря уже о самоличном сожжении произведения искусства. Он согласился только с тем, что в 1955 году сжигал мусор. Тем не менее, Силия Ли не исключала, что Майлз был запуган и поэтому отказался от своих слов.
Другие источники также сообщают, что картина была спрятана в подвале дома. Исследования журналистов Чарльза Лоуренса и Ричарда Холлидея прояснили ситуацию: картина после того, как была доставлена из лондонского особняка, первоначально была оставлена на некоторое время на мольберте в библиотеке дома в Чартуэлле. После удаления из библиотеки она хранилась в ящике с некоторыми из собственных картин Уинстона Черчилля, которые были размещены в садовом коттедже, примыкающем к студии политика. Когда коттедж понадобился для размещения гостей на выходные, хранившиеся там вещи были перенесены в подвал главного дома, где портрет был спрятан. Никто из домочадцев его уже больше не видел. Сержант Мюррей уже тогда пытался выяснить местонахождение или судьбу картины. Он был обеспокоен тем, что картина могла быть похищена.
- Хранившаяся в Архивном центре Черчилля в Кембридже аудиозапись, сделанная секретарём Клементины в Чартуэлле Грейс Хэмблин[англ.], породила ещё одну версию исчезновения картины[1][87][53]. По данным аудиозаписи, полотно было спрятано в одном из подвалов Чартуэлла. Однажды супруга политика заявила Хэмблин: «Мы должны от него избавиться». Хотя эта фраза не была прямым поручением, Грейс стала размышлять, как это сделать. Картина была очень тяжёлой, поэтому Хэмблин среди ночи привела своего старшего брата в усадебный дом, они вдвоём перенесли её из Чартуэлла в фургон, на котором приехал брат. Нашедшая аудиозапись и впервые рассказавшая о ней в книге «Первая леди: жизнь и войны Клементины Черчилль» Соня Пёрнелл[англ.] считала, что брат Хэмблин был садовником или кем-то ещё в этом роде. Сообщники положили картину в кузов фургона и проехали домой к брату несколько миль. Портрет первоначально спрятали в доме. После этого на заднем дворе дома они соорудили костёр и сожгли полотно так, чтобы никто не мог видеть это с улицы. На следующий день Грейс рассказала Клементине, что она сделала, и жена политика заявила: «Мы никогда никому не расскажем об этом, так как я не хочу, после того, как я уйду, чтобы кто-нибудь обвинял Вас. Но поверьте, Вы сделали именно так, как я хотела»[53].

Писатель и журналистка Соня Пёрнелл, написавшая биографию супруги сэра Уинстона, предположила, что рассказ Грейс Хэмблин был записан на магнитофонную плёнку перед её смертью и опечатан. С тех пор историки долгое время не обращали на него внимания. Другой датировки придерживается Силия Ли. По её данным, магнитофонные записи были сделаны в 1985 году, а умерла Хэмблин только в 2002 году. Записи оставались неопубликованными при жизни Мэри Соумс и смогли стать доступными для общественности только после её смерти в 2014 году.
Эту версию Силия Ли считает маловероятной. Хэмблин действительно была близка семье Черчиллей, но она была только наёмным работником и в течение многих лет входила в особняк в Чартуэлле через двери для слуг. Исследовательница задавала риторический вопрос: могла ли она без прямого приказа своих работодателей и не сказав им, что собирается сделать, уничтожить портрет? Ли писала писала о фанатичной преданности Хэмблин семейству политика и предположила: «Не решила ли она в старости „броситься на меч“, чтобы защитить репутацию Клементины Черчилль и удалить с неё пятно, что она лично сожгла портрет Сазерленда?» Сами обстоятельства, описанные Хэмблин, Ли считает слабо достоверными. По её мнению, появление постороннего человека с фургоном глубокой ночью без разрешения и даже уведомления владельцев уединённой усадьбы, да ещё и незаконное проникновение в подвал усадебного дома, могли привести к немедленному вызову полиции. Аудиозапись также противоречит заявлению о судьбе картины, которое сделала Грейс Хэмблин в 1978 году для прессы: «Я знаю об этом всё. Но я не могу вам сказать. Я храню верность семье и леди Черчилль». В этом заявлении она также упомянула, что «вовлечены другие люди», а аудиозапись рассказывает о прямом участии в уничтожении полотна только её самой и её брата.
Силия Ли также предполагала, что речь в какой-то из двух этих версий могла идти не о картине Сазерленда, а о картине Уолтера Сикерта (уничтоженной, по её мнению, не в 1927 году, как обычно считается, а позже). На это, по её мнению, указывает упоминание ящиков, в которые укладывались ценные вещи во время Второй мировой войны в условиях вражеских бомбардировок. Ещё один довод в пользу этой точки зрения она видела в том, что за время войны персонал Чартуэлла существенно поменялся и мог не знать, какая картина находится в ящике.

### Скептическиеверсии, пытающиеся ограничиться моральной и юридической оценкой факта
- Писатель, телеведущий, букинист и бывший преподаватель Уорикского университета Рик Гекоски[англ.] в своих исследованиях не остановился на реконструкции самого факта исчезновения портрета, а проанализировал британское законодательство по авторскому праву. Он установил, что, в отличие от Франции, в Великобритании нет закона, защищающего художника от уничтожения его работы. Гекоски согласился с тем, что портрет был уничтожен по просьбе Клементины Черчилль. При этом он утверждает, что сама Клементина не пачкала свои руки. Всегда портреты уничтожали другие люди[92].
- Историк и создатель документальных фильмов Саймон Шама написал книгу и снял пятисерийный документальный фильм «Лицо Британии: нация через её портреты»[93][47]. История портрета занимает в них видное место[47]. Шама напоминает, что Уинстон Черчилль и Грэхем Вивиан Сазерленд имели дружеские беседы во время сеансов позирования, поэтому Черчилль ожидал от художника совершенно другой портрет. Шама считает, что невозможно установить, «как картина провела свои последние часы». Можно на основе показаний свидетелей лишь утверждать, что она погибла в огне за пределами усадебного дома. По мнению историка, сами события уничтожения полотна несущественны за давностью лет. Также несущественна, по его мнению, и её денежная стоимость в отличие от её духовной ценности для британской нации. Картина была оплачена 1000 гинеями. В 1978 году Сазерленд оценивал её стоимость в не менее чем 100 000 долларов США. Шама подчёркивает, со слов Мэри Соумс в биографии матери, что её родители рассматривали произведение как подарок, а документ, подготовленный и подписанный от имени парламентского комитета, предоставил Черчиллям «единственное и исключительное право собственности» на этот портрет[93]. Эту же точку зрения высказывала и Силия Ли в своей работе, посвящённой картине[94]. Вдова же Сазерленда Кэтлин пожертвовала четыре подготовительных эскиза, а также альбом с другими зарисовками для портрета, Национальной портретной галерее (то есть воспринимала работу мужа как достояние общества и государства)[93].

### Гипотеза, оспаривающая гибель полотна
Впервые такое предположение высказал внук Черчилля Уинстон ещё в конце 1970-х годов. Он утверждал, что портрет существует и «похоронен в подвале» в Чартуэлле, но не пытался аргументировать свою точку зрения.
Историк Силия Ли, учитывая близкие дружеские отношения Уинстона Черчилля с лордом Бивербруком, выдвинула гипотезу, что картина всё-таки существует и не была уничтожена. Бивербрук собрал большую коллекцию британской живописи, в состав которой вошли и наброски к портрету работы Сазерленда, а затем увёз её в Канаду, где основал Художественную галерею, носящую его имя. Ли считает, что, зная о клятве супруги политика и опасаясь за картину, он мог уговорить Черчилля передать картину ему, гарантируя, что полотно больше никто не увидит. Бивербрук был на пять лет младше Черчилля (хотя умер за год до его смерти). Если бы бывший премьер-министр умер, как предполагалось, раньше друга, Бивербрук был бы свободен от обязательств по отношению к полотну, которое он получил в дар, перед британскими парламентом и обществом. Ли настаивает: «Доказательства того, что Клемми [Клементина] уничтожила портрет Сазерленда, неубедительны». С её точки зрения, «портрет может однажды появиться в запечатанном ящике в каком-нибудь банковском хранилище, в подвале, на чердаке или оказаться спрятанным в частной коллекции миллиардера».

## Художественные особенности полотна

### Сазерленд и его современники о картине
Английский исследователь Джон Клабб цитировал слова автора полотна Грэхема Вивиана Сазерленда: «Он [политик] показал мне бульдога. Поэтому я изобразил бульдога… Я нарисовал человека, которого видел». Свою концепцию портрета политика Сазерленд описывал так: «Черчилль как камень, а не волшебник». Он утверждал 30 ноября 1954 года в интервью газете Daily Mail: «Я ожидаю критики этой картины, потому что моя идея сэра Уинстона, вероятно, совсем не похожа на идею человека с улицы». Также он говорил по этому поводу: «Я не рисую красивые картинки, чтобы сорвать аплодисменты». Если бы он это сказал открыто, то ему, с точки зрения Силии Ли, было бы отказано в получении заказа. Однако у художника было искушение нарисовать «самого важного человека на земле в то время», а картина должна была принести ещё бо́льшую известность и тысячу гиней. Художник Бен Николсон соглашался с Сазерлендом: «публика настолько привыкла к роскошным элегантным портретам, что была шокирована изображением рыхлого живота, потёртой шеи и щёк из пудинга».
Силия Ли приводит в своей книге мнение Черчилля о картине Сазерленда со слов скульптора Оскара Немона, который тоже сделал портрет политика, но по заказу королевы: «В портрете художника должно быть 75 процентов натурщика и 25 процентов художника. Я думаю, мистер Сазерленд хотел сделать сенсационную картину, но она рассказывает историю мистера Сазерленда, а не сэра Уинстона Черчилля». Скульптор приводил в пример себя. Немон сделал три варианта портрета Черчилля, но только третий, который одобрил сам натурщик, отдал королеве.
Дуглас Купер в своей монографии о творчестве Сазерленда писал, что Черчилль на портрете вцепился обеими руками в подлокотники. Кажется, что он собирается встать. Выражение лица политика выражает тоску и меланхолию, но он держится настороже и сохраняет боевой настрой. На портрете Черчилль сохраняет идеалы, страстный темперамент и трагизм «одной из величайших личностей нашего времени». Сазерленд не фальсифицировал истину, рисуя своего натурщика более молодым и красивым, чем он был, поэтому портрет «живой, убедительный и впечатляющий». Лoрд Бивербрук, характеризуя характер Черчилля, назвал его «великодушным, хотя и самовольным», «энергичным и властным», уверенным в себе, честным, надёжным, амбициозным, хотя и бескорыстным, а также человеком, почти лишённым злобы. По мнению Купера, Сазерленд видел и «включил в свой портрет все эти черты». Однако художник, с точки зрения искусствоведа, отразил и «два мощных фактора», повлиявших на его натурщика: перенесённый инсульт и потерю реальной власти.

### Портрет в оценке искусствоведа Розалинд Тюилье
Искусствовед и художник Розалинд Тюилье отмечала, что Сазерленд славился умением добиться сходства с натурщиком. Он обычно выбирал один аспект своей модели, который передавал его личность. Чтобы добиться этого, он делал много рисунков, эскизов и этюдов, прежде чем начать работу над окончательным вариантом. Часто даже в этот момент у него было две или три версии будущего портрета, а подготовительные наброски значительно отличались от окончательного варианта. Сазерленд утверждал, «если вы фальсифицируете физическую достоверность, то вы фальсифицируете и психологическую». Изображение внешности Черчилля на портрете Сазерленда, по мнению искусствоведа, вероятно, «не было тем, что семья политика нашла тревожным».
В возрасте девяноста лет 65-й премьер-министр Великобритании Гарольд Макмиллан писал о портрете Черчилля: «Это великое достижение, что он [художник] [убедительно] показал лицо человека, который выиграл войну». Розалинд Тюилье подтверждала, что все остальные портреты Черчилля этого времени — портреты «старого доброго джентльмена». Известно, например, что Черчилль имел маленькие белые нежные руки, а кожа у него была, как у ребёнка. Сазерленд нарисовал ему руки рабочего. Другая трудность в изображении Черчилля состояла в том, что в покое его лицо было невыразительным. В 1970-е годы, по оценке Тюилье, портрет привлекал уже более значительное внимание и вызывал бо́льшую симпатию общественности, а сам художник — сочувствие, чем в 1954 году. Даже в виде репродукции портрет оценивался в это время как точное и доброжелательное изображение великого государственного деятеля. Как трогательные воспринимались тогда изображённые Сазерлендом нос, рот, уши, руки, пальцы, туловище, а также одетая на политике одежда.
Тюилье упоминала, что искусствовед Джон Ричардсон предположил использование Сазерлендом для изображения положения тела политика на своём полотне картины «Этюд по портрету папы Иннокентия X работы Веласкеса» из цикла «Кричащие Папы» британского художника Фрэнсиса Бэкона, которая, в свою очередь, основана на картине Диего Веласкеса «Портрет папы Иннокентия X». Черчилль, которого изображал Сазерленд, — герой, выигравший Вторую мировую войну. По мнению Розалинд Тюилье, трагедия политика заключалась в том, что он был изображён художником слишком поздно, когда утратил физическую силу и значимость в глазах общественного мнения. Он уже перенёс инсульт, был сонливым. В частном разговоре Сазерленд утверждал, что много раз Черчилль засыпал прямо во время сеанса, что давало ему возможность спокойно работать над лицом своего натурщика. Тюилье сравнивала картину с полотнами Жоржа де Ла Тура, где фигуры персонажей изображены на тёмном фоне и освещаются только слабым пламенем горящей свечи или факелом. Автор соглашается, что характеристика премьер-министра, данная Сазерлендом, может быть не совсем лестной, но это не единственное, а лишь одно из многих его изображений. По мнению автора, это — лучший образ государственного деятеля, который останется в памяти потомков и будет трактоваться ими в его пользу.

### Портрет в книге Рика Гекоски
Доктор философии Рик Гекоски цитировал в применении к пониманию Черчиллем изобразительного искусства его фразу «Без традиции искусство — стадо овец без пастыря. Без инноваций — это труп», но отмечал, что сам Черчилль слабо разбирался в новейших направлениях в живописи. Его комментарий к заявлениям о реализме портрета, написанного Сазерлендом, по выражению Гекоски, заключался в словах: «„правдивость“ портрета заключалась в том, что поза и выражение лица заставляли его выглядеть так, как будто он тужился в туалете». Исследователь задавался вопросом, если Черчиллям так не понравилось полотно, почему они не сказали об этом во время сеансов позирования, когда они, по предположению исследователя, могли видеть портрет по мере его создания. Ответ, который давал сам Гекоски: окончательный вариант полотна значительно отличался от набросков, созданных в Чартуэлле. На многих из них премьер-министр был одет в одеяние рыцаря Ордена Подвязки (набросок такого портрета находится в Художественной галерее лорда Бивербрука), а сохранившиеся наброски из Национальной портретной галереи показывают его в более мягком и почтительном свете.
Рик Гекоски отмечал, что портрет заканчивается у щиколоток натурщика, как будто он не способен ходить. Изображён «пожилой человек, печально осознающий упадок своих сил, полный горького сожаления, преобладающими тонами портрета являются ржавый и коричневый цвета». Во время торжественной передачи портрета под картиной был установлен букет цветов, как будто его демонстрировали на похоронах (Силия Ли утверждала, что это были хризантемы). Пристально вглядываясь в это изображение, зритель вполне мог бы посчитать, что портрет был справедливым комментарием к внешности премьер-министра. Когда он был избран в 1951 году, Черчилль скрыл тот факт, что перенёс инсульт, а прошедшие с того времени три года только ускорили его физический упадок. Он был истощён, здоровье стремительно ухудшалось, но политик ещё не осознавал, что его время истекло. В день своего юбилея он сумел, однако, собраться с силами. Гекоски писал, что портрет Сазерленда, как и портрет Дориана Грея в романе Оскара Уайльда, обнажал перед парламентариями правду.
Гекоски считал, что «невежественная отборочная комиссия» выбрала самого высоко оценённого «художника дня», исходя из предположения, что такой выбор будет означать глубину привязанности парламента к Черчиллю. В 1951 году Сазерленд был в расцвете своей славы. В 1952 году он представил свои работы на Венецианской биеннале и провёл ретроспективу своих работ в Национальном музее в Париже. Его репутация во Франции была, как заметил Кеннет Кларк, выше, чем у любого английского художника со времён Джона Констебла. В Англии его также считали ведущим художником своего времени. Дуглас Купер в своей книге о художнике, изданной в 1961 году, назвал его «самым выдающимся и самым оригинальным английским художником середины XX века». Гекоски, однако, отмечал, что после смерти Сазерленда в 1980 году (вплоть до 2013 года) не было ни одной ретроспективы его работ в Великобритании.
Оценивая стиль Сазерленда, его замысел и его воплощение, Гекоски напоминал, что портрет Сазерленда «был заказан в качестве подарка от имени благодарной нации», чтобы почтить премьер-министра. Он считал, что Сазерленд «ошибался, когда сделал такой мрачный и реалистичный портрет по такому случаю». По его мнению, «он должен был отказаться от заказа».

### Современные историки и искусствоведы об особенностях полотна
Художественный критик газеты The Guardian и искусствовед Джонатан Джонс писал, что Черчилль запечатлён на полотне Сазерленда старым, сварливым, охваченным раздражением человеком, который уже утратил свойственный политику легендарный юмор. Он предстаёт на картине как реакционер, «окружённый тенями ночи». Картина, по мнению Джонса, тёмная по колориту, словно обожжённая, грубо исполненная, как будто Черчилль выходит из руин Европы, «из мира, не спасённого им, а разрушенного». У политика всё ещё есть власть, но художественный критик сравнил его изображение на портрете с Цицероном, ожидающим смерти. Его «крепкая лысая голова» напоминает, по мнению Джонса, о римских бюстах. В Уинстоне ощущаются грусть и понимание своего поражения. Он предстаёт на картине как одинокий человек.
Силия Ли, как и Гекоски, предположила, что Сазерленд мог ввести премьер-министра в заблуждение, начав его рисовать в мантии Ордена Подвязки, а затем отбросив этот вариант ради своей интерпретации Черчилля как человека и государственного деятеля. Он, возможно, это сделал сознательно, чтобы создать «подходящую атмосферу, чтобы… продолжить и написать портрет, который намеревался». Вместо того, чтобы использовать первый вариант для официального вручения, Сазерленд, по мнению исследователя, предпочёл получить за него солидную плату от лорда Бивербрука. Сама Ли сравнивала политика в окончательном варианте с фигурой бульдога и «лицом лягушки» («тщеславный человек», «лицо с испуганным взглядом», «глаза повёрнуты направо», «взгляд сосредоточен на кончике носа» и «ноздри слишком велики для лица»). Картина, по мнению Силии Ли, скорее имела характер карикатуры, чем произведения искусства. Английский писатель, поэт, искусствовед и телеведущий Эдвард Люси-Смит сравнил полотно с портретами короля Генриха VIII, которого из чувства неприязни художники изображали намеренно оскорбительно.

## Реконструкция полотна
В 1978 году Грэхем Сазерленд заявил, что мог бы восстановить портрет, так как сохранились все наброски и эскизы к нему (у него самого был лишь один набросок, но в коллекции Бивербрука от 40 до 50), однако, добавил: «Я не чувствую особого желания делать это в настоящее время». Художник предположил, что в будущем он мог бы рассмотреть такой вариант: «Это будет зависеть от того, кто попросил бы меня… я мог бы сделать это [и] просто для [самого] себя». Сазерленд был уверен в то же время, что портрет никогда не будет заказан ни одним из членов семьи Черчиллей.

### Реконструкции 1980-х годов
В 1981 году полотно Сазерленда было воссоздано художником-любителем, родившимся в Германии и принявшим британское гражданство, Альбрехтом фон Лейденом, который был убеждён, что знаменитый, хотя и противоречивый портрет не должен быть потерян. В реконструкции ему помогал брат Руди. В 1979 году он встретился с Сазерлендом и его супругой на юге Франции, где они постоянно проживали, и получил важную информацию для воссоздания картины. Фон Лейден стал поклонником творчества художника после посещения восстановленного Собора Ковентри, где он увидел работу Сазерленда «Христос во славе в тетраморфе».
Альбрехт фон Лейден переехал в Люцерн в 1982 году. В апреле 1991 года он предложил в дар реконструкцию портрета клубу Карлтон в Лондоне, известному своими тесными связями с Консервативной партией. Один из залов клуба Уинстона Черчилля даже получил название в его честь после смерти политика. Председатель клуба проконсультировался с Мэри Соумс и внуком премьер-министра Уинстоном Черчиллем, подчёркивая в беседах с ними преимущества размещения портрета в клубе с точки зрения безопасности произведения искусства. Альбрехта поблагодарили за щедрость и приняли его дар. На заседании Комитета клуба 10 декабря 1991 года было зачитано письмо от художника с выражением признательности. Однако было поставлено условие, что портрет будет только храниться в клубе и не будет экспонироваться для широкой аудитории его посетителей. Последнее упоминание об этом портрете содержится в архивных записях клуба от 25 февраля 1992 года. Там находится сообщение, что леди Соумс посетила клуб и осмотрела копию портрета отца, созданного Сазерлендом. Она выразила удовлетворение тем, что Карлтон выступил в качестве места хранения полотна.
Подарок картины клубу Карлтон вызвал в 1993 году возмущение газеты The Sunday Telegraph, которая была недовольна, что картина принадлежит кисти немца. Племянник Альбрехта Джеймс фон Лейден отметил, что его дядя (мать которого была еврейкой) был беженцем из Германии и служил в британских вспомогательных войсках во время Второй мировой войны. Он также заявил, что Альбрехт был ещё бо́льшим поклонником Черчилля, чем Сазерленда. Воссоздание портрета было данью уважения как натурщику, так и оригинальной картине. Альбрехт надеялся, что портрет будет вывешен в клубной комнате Черчилля. Фотография, сделанная, по-видимому, вскоре после прибытия полотна в клуб, показывает портрет на стене другой комнаты. Затем он был размещён на чердаке клуба, где и остался. Считается, что копия портрета до сих пор хранится в Карлтоне, хотя её там так и нет в открытой постоянной экспозиции.
В Военно-морском колледже (Ньюпорт, Род-Айленд) хранится ещё одна реконструкция портрета Сазерленда, выполненная художником Джоном МакКеем. Эта картина была создана в 1988 году и длительное время находилась в кафе «Зельда» в Ньюпорте. В июне 2003 года владельцы полотна передали его колледжу.

### Реконструкция 2018 года
Для съёмок девятого эпизода «Убийцы» в первом сезоне британского телесериала «Корона» на студии Netflix, в котором прослеживается судьба данной картины, художники и технический персонал расположенной в Мадриде группы Factum Arte воссоздали оригинал полотна с использованием цифровых технологий. При восстановлении они привлекли снимки политика, сделанные модным фотографом Элсбет Джудой, которыми пользовался и сам Сазерленд в процессе работы над полотном, а также фотографию уже написанной картины Ларри Барроуза (её предоставил сын фотографа). Сотрудники студии нашли также карандаши, уголь, коричневые и охристые масляные краски, те, которыми пользовался художник. В ходе знакомства с набросками Сазерленда в Национальной портретной галерее выяснилось, что живописный слой был нанесён непосредственно на необработанный холст. Это делало живописный слой более светлым и прозрачным, чем если бы он был нанесён на грунт.
Сотрудники студии отнеслись к своей работе чрезвычайно серьёзно, например, посетили мастерскую Henry Poole & Co, где Черчилль заказывал для себя одежду. Там ещё хранились образцы материалов, предназначенных для полосатых брюк, которые были надеты на политике на картине. Они также использовали сохранившуюся информацию о покрое пиджака, в котором предстал на полотне Уинстон Черчилль. Портной, обслуживавший Черчилля, смог предоставить информацию о марке часов премьер-министра и сообщил, в каком кармане он обычно их носил.
Сотрудники Factum Arte проходили обучение в Испании, поэтому они встретились с художником Тай-Шаном Ширенбергом, преподающим традицию английской портретной живописи в Академии художеств в Лондоне. Ширенберг предоставил информацию о типах кистей, которые использовал Сазерленд, указал на малоизвестные особенности работы художника над портретом. Сазерленд применял распылитель краски, чтобы создать «рассеянную» атмосферу картины. Для изображения лица он воспользовался техникой импасто. Сотрудники студии создали цифровой файл, который распечатали на холсте, лишь слегка подготовленном грунтом gesso, чтобы воспроизвести текстуру картины Сазерленда. В определённых областях холст стал немного толще и более текстурированным.
Адам Лоу, основатель Factum Arte, предложил публично обсудить возможность выставить реконструкцию портрета в Национальной портретной галерее. Профессор истории и философии искусства Кентского университета Мартин Хаммер утверждал, что работа соответствует оригиналу Сазерленда и должна быть экспонирована: «Это очень мощная картина, великолепный современный портрет, который понравится многим».